# Nuraghi
Nuraghe (izgovor: [nu'rage]) (množina talijanski: nuraghi; sardinski: nuraghes) je glavni oblik megalitskih građevina na Sardiniji koje datiraju od prije 1000. pr. Kr., a danas se smatraju simbolom autohtone sardinijske kulture. Naziv joj vjerojatno potječe od sardinskog naziva za brojna mjesta: Nurra, Nurri, Nurru, što ima korijene u izrazu za gomilu kamenja ili otvor u zemlji - nurra
Nuraghi su građeni na mjestu odakle se pruža pogled daleko na sve strane i obično su imali oblik valjkastog tornja koji podjseća na košnicu; neki su viši od 20 metara i bili su izrazito vješto građeni od slaganog kamena bez veziva (suhozid) jer nisu imali temelje, a znali su biti teški nekoliko tona.
Njihova funkcija nikada nije sa sigurnošću utvrđena, te se pretpostavljalo kako su služili kao hramovi, nastambe, vladarske rezidencije, vojna uporišta, svečane dvorane, ili, najvjerojatnije, kombinacija nekoliko funkcija. No, svima im je zajednički smještaj na strateškim mjestima s kojih se lako upravljalo okolicom.
Najnovija teorija je da su sardinijski nuraghi bili neovisna mjesta, gradovi-države (poput grčkih polisa), koji su tvorili federaciju, a gradnjom ovih citadela dijelili su teritorij između sebe.  

## Važniji Nuraghi
Danas je ostalo oko 8,000 nuraghija na sjeverozapadnom i središnjem južnom dijelu Sardinije, iako se pretpostavlja da ih je nekada bilo preko 30,000. Najpoznatiji su: Su Nuraxi u Baruminiju, Serra Orrios, Alghero, Torralba, Tiscali Macomer, Losa u Abasanti, Orroli, Villanovaforru, Sarroch, Olbia, itd. Od 8,000 postojećih nuraghija, samo je nekoliko znanstveno istraženo. Interes za arheologiju na Sardiniji je minimalan, osim težnje crnog tržišta za njihovim brončanim skulpturama. 
- Središnji toranj nuraghija u Saint Antine od Torralba.
- Nuraghe u Losi.
- Nuraghe Silanus i crkva Santa Sabina
- Su Nuraxi
- Su Nuraxi, unutrašnjost središnjeg tornja

## Povijest
Nuraghi su građeni u neodređenoj epohi (ne prije 6. milenij pr. Kr.), i iako neki do njih datiraju iz oko 3500. pr. Kr., najveći broj je podignut od sredine do kraja brončanog doba (18. – 15. stoljeća pr. Kr.). Većina se kontinuirano koristila dok Sardinija nija ušla u sastav Rima (2. stoljeće pr. Kr.). 
Prema Massimu Pallottinu, strućnjaku za etrursku i sardinsku prapovijest, arhitektura nuraghi civilizacije je bila najnaprednija od svih u zapadnom Sredozemlju, uključujući i one u Magna Greciji.